# Peggy Robertson
Peggy Robertson, geboren als Charlotte Peggy Singer (* 13. September 1916 in London; † 6. Februar 1998 in Woodland Hills, Kalifornien) war eine enge Mitarbeiterin von Alfred Hitchcock. Sie war seine persönliche Assistentin.
Peggy Singer war die Tochter von Adolph Singer und Gladys Follick. Seit 1946 war sie mit dem Filmeditor Douglas W. Robertson (1908–1983) verheiratet.
Nach Hitchcocks Wechsel von England nach Hollywood im Jahr 1940 war sie für die operativen und strategischen Arbeiten von Hitchcock zuständig.
Sie war mithin mehr als eine Sekretärin und zusammen mit Alma Reville die hauptsächliche Stütze für Hitchcock.
Nach Hitchcocks Tod arbeitete sie für Peter Bogdanovich.